# Heterophyllaea fiebrigii
Heterophyllaea fiebrigii är en måreväxtart som först beskrevs av Kurt Krause, och fick sitt nu gällande namn av Paul Carpenter Standley. Heterophyllaea fiebrigii ingår i släktet Heterophyllaea och familjen måreväxter. Inga underarter finns listade i Catalogue of Life.